# Chontalpa

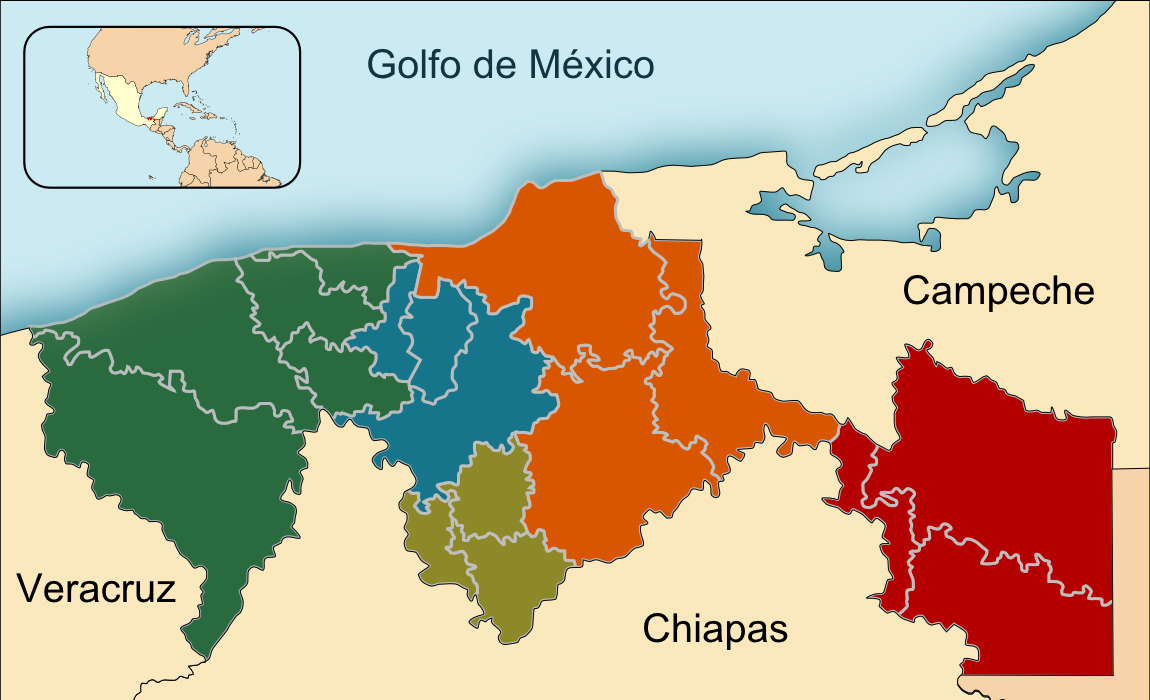
Subregiones productivas de Tabasco:
La Chontalpa
Centro
La Sierra
Pantanos
Los Ríos

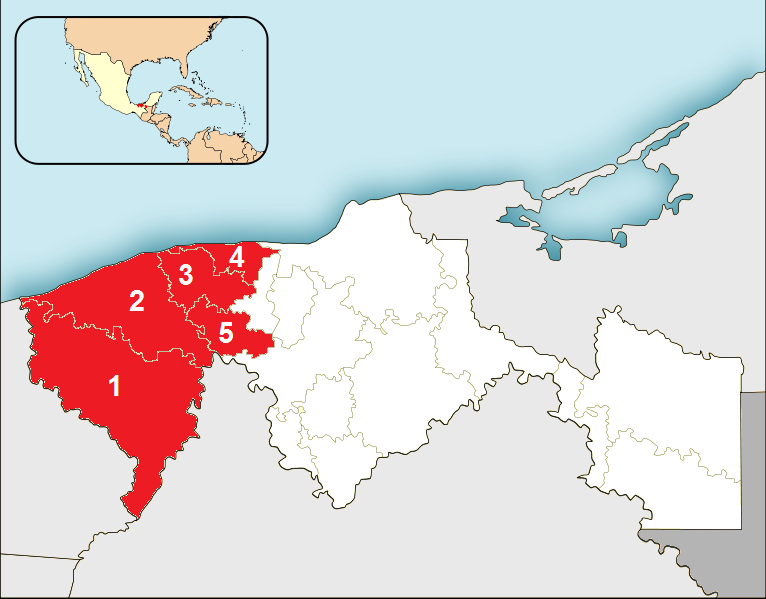
Municipios de la Subregión de la Chontalpa: 1) Huimanguillo, 2) Cárdenas, 3) Comalcalco, 4) Paraíso y 5) Cunduacán.

La Chontalpa es la región productiva más occidental del estado de Tabasco, México. Su nombre deriva de la etnia de los mayas chontales, que habitan el área.
Esta subregión se encuentra dentro de la región hidrográfica del río Grijalva; a la que también pertenecen el Centro y la Sierra. Su superficie es de 7606,09 km², lo que representa el 31,08 % del total del estado; y su población, según cifras del INEGI era de 714 613 habitantes en el año 2000, es decir, el 37,82 % de la población total de la entidad.
Está formada por cinco municipios, los más occidentales del estado: Cárdenas, Comalcalco, Cunduacán, Huimanguillo y Paraíso; aunque en algunos textos, en los que se sigue considerando la anterior división del estado en cuatro subregiones (no existía la subregión de los Pantanos), se incluyen los municipios de Nacajuca y Jalpa de Méndez, que se consideran pertenecientes a la subregión del Centro.